# Het Delta-duel
Het Delta-duel is het honderdachtenvijftigste stripverhaal uit de reeks van Suske en Wiske. Het is geschreven en getekend door Paul Geerts. 
Het werd gepubliceerd in De Standaard en Het Nieuwsblad van 27 juni 1983 tot en met 5 november 1983. De eerste albumuitgave in de Vierkleurenreeks was in februari 1984, als nummer 197.
Dit verhaal is tevens uitgebracht op compact disc.

## Locaties
- België, Nederland, de Deltawerken, de Oosterschelde, eiland, het rijk van Akwatilla in een scheepswrak en de wolk met het pijporgel van Bofor

## Personages
- Suske, Wiske met Schanulleke, tante Sidonia, Lambik, Jerom, Akwatilla (de heerser der golven), Bofor (de windmaker), ingenieur Bakfijter (Rijkswaterstaat), Henk en andere werknemers, Marisa (zeemeermin), slijkmosselen (zeetrollen van Akwatilla)

## Het verhaal
De vrienden komen in 1983 aan in Zeeland op een van de eilandjes in de Oosterschelde. Lambik en Jerom hebben van een krant de opdracht gekregen een fotoreportage van de Deltawerken te maken. De vrienden ontmoeten ingenieur Bakfijter en mogen logeren in een vissershutje, ze krijgen gravures van watersnoodrampen te zien vanaf 1877. Elke generatie maakte een ramp mee en na de ramp in 1953 was het genoeg en werden de plannen voor de Deltawerken gemaakt. De bouw is bijna voltooid en de wereld kijkt met bewondering naar de prestaties. Wiske hoort een stem, maar er is niemand op het strand te zien. De ingenieur vertelt nog dat oude mensen geloven dat er geheimen zijn in de zee. Lambik en Jerom zien de werken en de Mijtilus die gebruikt wordt om de bodem vaster te maken. Dan komt een man aanrennen en roept dat hij een dinges heeft gezien en de banden van een jeep zijn lek gestoken. Suske en Wiske vinden een zeemeermin, maar Schanulleke verdwijnt in de zee. Ze vertelt dat ze Marisa heet, haar soortgenoten zijn naar verre zeeën uitgeweken in de moderne tijd. Er komt een storm van windkracht 12 en Jerom kan Lambik nog net redden als hij tussen wal en schip dreigt te komen. De wind gaat dan plotseling weer liggen en ’s nachts drinken Jerom en Lambik drank en zingen luide zeemansliedjes, tante Sidonia wordt kwaad en er volgt een ontploffing. De vrienden repareren het huisje en tante Sidonia verbiedt de kinderen ’s nachts naar buiten te gaan, maar Wiske droomt over Schanulleke en klimt stiekem uit het raam. Wiske krijgt Schanulleke terug van Marisa en ze biedt haar excuses aan omdat ze zo naar tegen de zeemeermin deed. Marisa vertelt dat de aanslag is gepleegd door slijkmosselen. Driekwart van de aarde is bedekt met water, in de oertijd woonde de boze geest Akwatilla in de Noordzee. Door techniek en wetenschap zijn de magiërs verdwenen, maar hij schuilt nog in de zee en slaat soms toe met hulp van Bofor die in de wolken woont. Akwatilla wil de Deltawerken vernietigen omdat hij het einde van zijn macht ziet naderen, Wiske wil haar helpen en wil haar vrienden waarschuwen. Maar op de terugweg wordt ze door de slijkmosselen gedwongen een duikpak aan te trekken en wordt meegenomen in de zee.
De volgende ochtend ontdekt Suske dat Wiske is verdwenen en tante Sidonia waarschuwt ingenieur Bakfijter. Ze gaan naar het schip de Wijker Rib en volgen de operatie van de Portunus, Bakfijter vertelt dat de Cardium enorme filtermatten op de bodem van de zee legt. De vrienden zien op de beelden Schanulleke en ze laten het popje oppikken, tante Sidonia ziet nog een vreemd wezen maar niemand gelooft haar. Lambik en Jerom worden op de hoogte gebracht en Wiske komt in een scheepswrak en gaat door de poort naar het Rijk van Akwatilla. Ze wordt opgesloten en Akwatilla stopt een dreigbrief in een fles. Lambik en Jerom gaan met duikpakken in de zee, maar Lambik wordt opgezogen door de Cardium. Ze gaan opnieuw naar de bodem en zien een mossel met een fles uit een scheepswrak zwemmen. Lambik krijgt dan geen lucht meer en de mannen moeten naar boven, ze zien een vreemde wolk waar muziek uit komt. De zee wordt woest en er komt een enorme wervelwind uit de wolk die Jerom en Lambik naar boven zuigt. Ze komen in de wolk en ontmoeten Bofor die op een pijporgel speelt. Hij wil de mensen samen met Akwatilla onderwerpen en als Jerom het orgel wil afbreken laat hij hen door een trechter vallen. Ze vallen in de zee en Lambik ziet weer een mossel zwemmen, de werklieden zijn in paniek omdat de grote kraan gaat kantelen door de storm. Jerom kan een ramp voorkomen en zet de kraan weer recht. Lambik vertelt Suske en tante Sidonia wat er is gebeurd en hij ontdekt dat tante Sidonia de fles met het briefje heeft gevonden. Hij dreigt Wiske te doden als de Deltawerken doorgaan en de vrienden besluiten niemand iets te vertellen omdat ze toch niet geloofd zullen worden. De vrienden gaan met een rubberbootje de zee op, maar Bofor begint dan te spelen en de zee wordt erg ruw.
Lambik komt bij het scheepswrak en kan een mossel verslaan, hij vermomt zich met de mosselschelp en komt bij Wiske. Hij wordt naar Akwatilla gebracht en daagt hem uit tot een duel op reuzenvissen. Wiske kan ontsnappen en zwemt uit het scheepswrak, Lambik laat zich met opzet verslaan en wordt vastgebonden aan de scheepsmast. Wiske vindt tante Sidonia en Suske en ze bevrijden dan Lambik. De slijkmossel waarschuwt Akwatilla en hij laat de mosselen Bofor waarschuwen. De slijkmosselen vliegen met jan-van-genten naar de wolk en Bofor is blij met het verbond. Wind en water zullen samenwerken om de landratten te verslaan. Marisa ziet slijkmosselen met bommen bij de pijlers en ze waarschuwt de vrienden. Jerom en Lambik zoeken de bommen en redden zo de Deltawerken, maar dan begint Bofor te spelen op zijn orgel. Ze zien Marisa met bommen het water in gaan en worden dan weggeblazen door de wind. Het vissershuisje wordt verwoest door de storm en Suske en Wiske worden onder het puin vandaan gehaald. Tante Sidonia rijdt weg in de jeep en de vrienden schuilen omdat de wind nog meer toeneemt. Bofor en Akwatilla werken samen en er ontstaat een orkaan, de Ostrea slaat op drift en Jerom kan het schip nog net redden door het opnieuw vast te maken. Jerom ziet Marisa zwemmen, ze zwemt met de bommen in het scheepswrak. Er is een ontploffing en de golven nemen af, Wiske is ontroostbaar omdat Jerom het schip wel heeft gered maar Marisa niet. Dan komt tante Sidonia met een helikopter en ze vliegt boven de wolk en laat zilvernitraat vallen. De wolk brokkelt af en Bofor stort met zijn orgel in de zee. Lambik is trots op tante Sidonia en geeft haar een kus, ingenieur Bakfijter vraagt zich af wat er is gebeurd, maar de vrienden vertellen het niet omdat hij het toch niet zou geloven. Wiske plukt bloemen en gooit ze in de zee, maar dan blijkt Marisa nog te leven. Marisa gaat naar haar soortgenoten in de verre zee en neemt afscheid, ze vertelt dat Akwatilla en Bofor ook nog leven dus de mensen moeten ook nadat de Deltawerken voltooid worden nog altijd voorzichtig zijn.

## Achtergronden bij het verhaal
Bofor verwijst naar schaal van Beaufort (windkracht); hij speelt op een pijporgel en komt opnieuw voor in het verhaal De woeste wespen (1987). Akwatilla, de gesel van de zee, verwijst naar aqua (Latijn voor water) en Atilla, de "Gesel Gods". In een aflevering van De Perfecte Podcast vertelt Paul Geerts dat de naam voor ingenieur Bakfijter is ontleend uit het Engelse 'Back Fighter', wat symbolisch is voor het terugvechten tegen de zee.